# Maria Johanna
Maria Johanna ist ein im Schwarzwälder Bauernmilieu spielendes, deutsches Filmdrama aus dem Jahre 1953. Unter der Regie des schwedisch-deutschen Ex-Ehepaars Harry Hasso und Signe Hasso spielen Marianne Probst und Pero Alexander die Hauptrollen. Die Geschichte entstand frei nach Motiven des katholischen Geistlichen und Schwarzwälder Heimatdichters Heinrich Hansjakob.

## Handlung
Das tragische Schicksal einer Bauernfamilie auf einem entlegenen Hof im Schwarzwald wird in kolportagehafter Form nacherzählt. Bauerntochter Maria ist in einem entlegenen Winkel des Schwarzwalds aufgewachsen. Sie möchte gern dieser hinterwälderischen Enge entfliehen und gibt sich sogleich einem eines Tages vorbeikommenden Fremden hin, der ihr die große, weite Welt verspricht. Als dessen Hinterlassenschaft bleibt Maria jedoch lediglich eine nicht geplante Schwangerschaft. Während der Fremde in seine Großstadt heimkehrt, bringt Maria das Baby zur Welt, muss zuvor aber auf Drängen ihrer Eltern den Nachbarssohn heiraten, um nicht als entehrtes, „loses Ding“ dazustehen und dem Kind den Anschein ehelicher Zeugung zu geben. Erst nach der Geburt erfährt ihr Gatte, dass das Baby nicht sein Kind ist, und verlässt bitter enttäuscht Maria und den Bauernhof. 
Damit beginnt ein langer Reigen von Katastrophen: Erst versucht Marias geistig zurückgebliebener Bruder das kleine Würmchen sexuell zu missbrauchen, und als er daran gehindert wird, hängt er sich auf. Dann stürzt Maria versehentlich in eine Fallgrube, als sie versucht, ihr dort hineingefallenes Kind zu retten. Marias Rettungsversuch kostet die junge Frau das Leben. Als der Kindesvater, zwischenzeitlich in der Fremde offensichtlich zu einigem Wohlstand gekommen, eines Tages von der Stadt auf den Hof zurückkehrt, kommt er gerade noch rechtzeitig, um den Trauerzug im Rahmen der Beerdigung Marias beizuwohnen. Er ist untröstlich, dass er zu spät eingetroffen ist, um das Ärgste zu verhindern. 

## Produktionsnotizen und Wissenswertes
Die Dreharbeiten fanden ausschließlich mit Außenaufnahmen rund um Mühlenbach bzw. Haslach im Kinzigtal (Schwarzwald, Bild links) statt, die Uraufführung erfolgte am 22. Dezember 1953 in Offenburg.
Otto Hekele und Walter Hummel übernahmen die Produktionsleitung. 
Für den überwiegend in Schweden wirkenden Frankenthaler Regisseur Harry Hasso, der bis 1941 Signe Hasso Ehemann war, bedeutete dieser Film die Abschiedsvorstellung beim Kino. Er kehrte anschließend in seine Wahlheimat Schweden zurück.
Henry Hasso, der den Bottler spielte, war Signe und Harry Hassos Sohn und starb bereits ein Jahr nach diesem Film 20-jährig an den Folgen eines Autounfalls. Dies war seine einzige Filmrolle.

## Kritik
Im Lexikon des Internationalen Films hieß es: „Technisch und darstellerisch brauchbarer Kolportagefilm.“